# Dolla
Roderick Anthony Burton II (Chicago, 25 november 1987 - Los Angeles, 18 mei 2009), beter bekend als Dolla, was een Amerikaanse rapper.
Dolla debuteerde in 2008 met de single "Who the Fuck Is That?". De single "Feelin' Myself" werd gebruikt in de film Step Up. Dolla was naast zijn soloactiviteiten tevens lid van de hiphopgroep Da Razkalz Cru onder de naam Bucklyte. In de zomer van 2008 volgde een nieuwe single, "I'm Fucked Up", en in november kwam het nummer "Make a Toast" uit.

## Overlijden
De Amerikaanse rapper werd op 18 mei 2009 rond 13.10 uur op 21-jarige leeftijd doodgeschoten bij de parkeerplaats van het Beverly Center, een winkelcentrum in West Hollywood. Volgens een woordvoerder van de politie stond Dolla samen met zijn collega D.J. Shabazz te wachten op zijn auto voor het winkelcentrum, toen een gewapende man het vuur opende. Het slachtoffer en de schutter hadden eerder ruzie gemaakt; de dader beriep zich later op noodweer en werd op 21 mei 2010 vrijgesproken.

## Discografie

### Albums
- 2009: Dolla & A Dream

### Singles
- 2007: "Feelin' Myself"
- 2008: "Who The Fuck Is That"
- 2008: "I'm Tore Up"
- 2008: "Make a Toast"
- 2009: "Heartbreak Collision"
- 2009: "Love of Money"
- 2009: "Dough Boy"
- 2009: "Like This"
- 2009: "She So Fine"
- 2009: "Good Pussy"

### Mixtapes
- 2008: Another Day Another Dolla
- 2008: Sextapes: The Art of Seduction